# Ліцензія відкрита

## В зовнішньоекономічній діяльності
Відкрита ліцензія є однією з видів експортних (імпортних) ліцензій, які використовуються в Україні як заходи нетарифного регулювання зовнішньоекономічної діяльності.Ліце́нзія відкри́та (індивідуальна) — дозвіл на експорт (імпорт) товару протягом певного періоду часу (але не менше одного місяця) з визначенням його загального обсягу.

## В праві інтелектуальної власності
Законодавство передбачає можливість видачі власником прав на об'єкт права інтелектуальної власності так званої відкритої ліцензії. У випадку коли власник патенту зацікавлений у зниженні розміру збору за підтримання чинності патенту чи бажає більш швидкого поширення використання свого винаходу, він робить офіційну заяву до Державного патентного відомства України про надання дозволу будь-якій особі використовувати зазначений винахід. [Архівовано 20 квітня 2016 у Wayback Machine.]
За таких умов ліцензіар одержує від держави пільги по сплаті щорічного збору за підтримання чинності патенту, розмір якого знижується на 50%. Крім того, власник має право відкликати свою заяву.
Порядок надання відкритої ліцензії визначено „Інструкцією про розгляд та публікацію заяви власника патенту України про надання будь-якій особі дозволу на використання запатентованого винаходу (корисної моделі)".